# Pasiones (canal de televisión)
Pasiones es un canal de televisión por suscripción latinoamericano de origen estadounidense propiedad de Hemisphere Media Group, que transmite por medio de diferentes operadores de televisión por suscripción a gran parte de América solamente telenovelas y series de televisión de diversos géneros las 24 horas del día. Cuenta con dos señales que emiten la misma programación pero en diferentes horarios, una exclusivamente para Estados Unidos además de Puerto Rico y otra que transmite solo para América Latina.

## Señales
La estructura del canal está compuesta por 2 señales, las cuales son adaptadas a las preferencias de los espectadores.
- Señal Estados Unidos: señal centrada exclusivamente en Estados Unidos para el público hispano y cubre también a Puerto Rico. Sus horarios corresponden a los de Costa Este (UTC -5/-4) y Pacífico (UTC-8/-7) de Estados Unidos.
- Señal Panregional: señal emitida para toda Latinoamérica y el Caribe, a excepción de Estados Unidos y Puerto Rico. Sus horarios de referencia corresponden a los de Ciudad de México (UTC-6/-5 DST), Buenos Aires (UTC-3 DST), Caracas (UTC-4) y Bogotá (UTC-5).